# Эмфизематозный карбункул

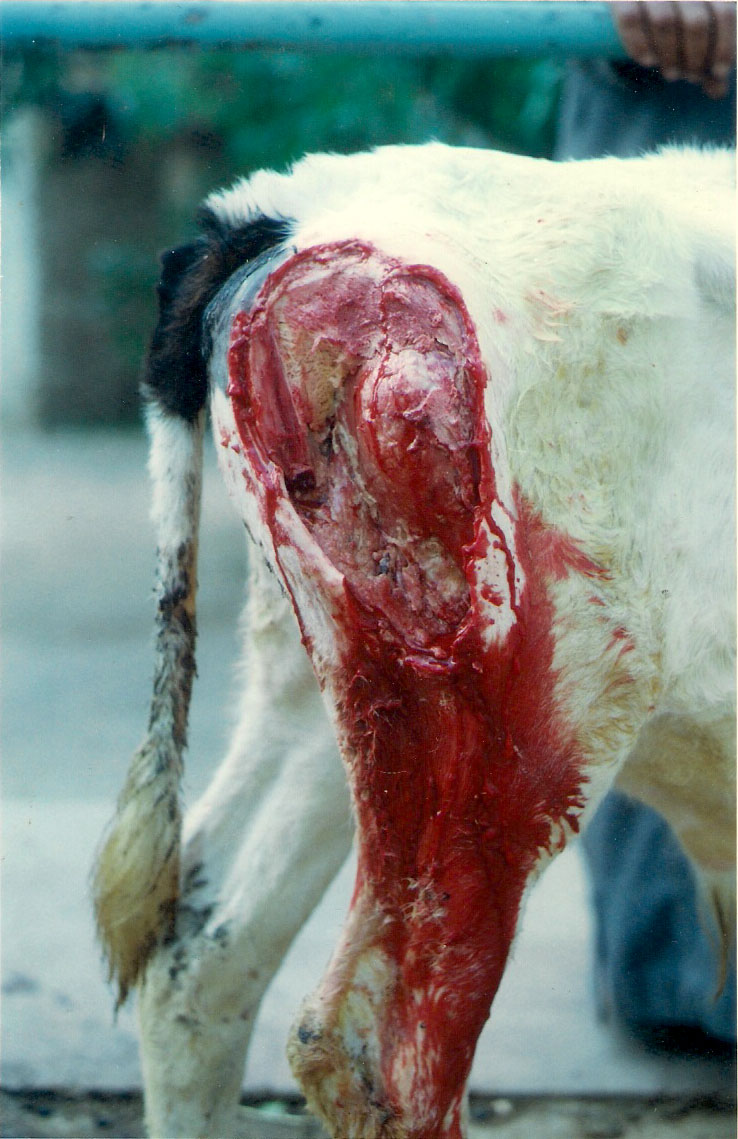
телёнок после вскрытия карбункула и удаления некротических тканей

Эмфизематозный карбункул, или эмкар (лат.gangraena emphysematosa) — острое неконтагиозное заболевание крупного рогатого скота (КРС) и буйволов и реже — овец и коз, вызываемое бактерией Clostridium chauvoei. Характеризуется хромотой, крепитирующим отёком и быстрой гибелью животных.
Данное заболевание не является эндемичным и распространено по всему миру.

## Восприимчивость
К эмкару восприимчив крупный рогатый скот, который обычно болеет в возрасте от трех месяцев до четырёх лет; буйволы болеют чаще в возрасте 1-2 лет; значительно реже могут заболеть эмкаром овцы, козы и лоси.

## Эпизоотология
Болезнь не контагиозна. Она проявляется в течение нескольких месяцев, когда животные вышли на пастбище. Однако, животные могут заразиться и путём потребления кормов, полученных из инфицированных регионов. Болезнь возникает чаще спорадически в летне-осенние месяцы, обычно в жаркое, сухое лето, когда животные вынуждены пастись ниже к земле, и поэтому вместе с травой захватывают и загрязнённый грунт.
Вспышки болезни бывают при выпасе овец около рек, особенно после их разлива. Источником инфекции являются инфицированные животные и туши умерших животных. Они заражают почву и создают условия для вторичных вспышек. Из-за перемещения пыли ветром инфекция может распространяться в другие районы.
У овец и коз болезнь проявляется при раневой инфекции. Заражение происходит при стрижке или после укусов больных животных.

## Патогенез
Инкубационный период длится от 6 до 24 часов, иногда до 3 дней. Возбудитель из очага инфекции распространяется по мышцам животного. Появление клинических симптомов может начаться после воздействия травмирующих факторов, например, удара палки или рога, также после падения животного.

## Диагноз
Ставят на основании эпизоотологических данных, клинических признаков, патологоанатомических изменений, а также результатов лабораторных исследований. Патологический материал для бактериологических исследований следует брать сразу же после смерти животного. В лабораторию посылают кусочки поражённых мышц, кожи, отечную жидкость, селезёнку, печень, кровь.
Патматериал перед исследованием целесообразно высушить, чтобы уничтожить анаэробную микрофлору; его разделяют на мелкие кусочки и высушивают в термостате в стерильных чашках.
Из кусочков мышц готовят мазки, которые окрашивают по Граму и Муромцеву. Клостридии в мазках образуют длинные нити. Однако микроб очень полиморфный, а поэтому этот признак используют осторожно. Часто в мазках наблюдают одиночное или попарное расположение грамположительных толстых с закруглёнными краями палочек.

## Дифференциальный диагноз
Необходимо исключить злокачественный отек, сибирскую язву. Злокачественный отек можно исключить только лабораторным исследованием.

## Клинические признаки
Болезнь может сопровождаться быстрым ухудшением состояния, отказом от пищи и слабостью животного. Повышается температура тела. Очень скоро появляются характерные отеки. Они обычно встречаются в тех районах тела, где находится много мышечной ткани. Первоначально место отёка горячее и болезненное, но в скором времени становится холодным и безболезненным. Кожа над ним становится сухой и жёсткой. При пальпации чувствуется крепитация. Смерть наступает в течение 12—60 часов после появления первых клинических симптомов. Болезнь почти всегда заканчивается смертью.

## Лечение
Лечение больных животных не всегда эффективно из-за быстрого и сверхбыстрого течения болезни. В качестве средств общей терапии применяют антибиотики, но они оказывают эффект лишь в инкубационный период и первые часы видимого проявления болезни.

## Патологоанатомические изменения
Отмечается вздутие трупа в результате образования газов в брюшной полости и в подкожной клетчатке. В области поражённых мышц находятся более или менее рельефно выраженные крепитирующие припухлости, при разрезе которых обнаруживается отёчная жидкость с пузырьками газа. Мышцы имеют чёрно-красный цвет, пропитаны кровянистой жидкостью. В увеличенных лимфатических узлах обнаруживают кровоизлияния. Последние отмечаются также на серозных и слизистых оболочках.

## Иммунитет
Овцы естественного иммунитета к эмфизематозному карбункулу не имеют, но с возрастом восприимчивость их к возбудителю данной болезни снижается.
Переболевшие животные приобретают длительный антитоксический и антимикробный активный иммунитет.
Для предупреждения эмфизематозного карбункула применяется вакцинирование

## Профилактика
К пунктам, стационарно неблагополучным по эмфизематозному карбункулу, относят хозяйства, где эта болезнь появляется среди животных ежегодно или периодически. В таких пунктах необходимо проводить осушение болот, пастбищ, сенокосов, систематически очищать и дезинфицировать кошары, следить за санитарным состоянием скотомогильников. Овец прививают в соответствии с наставлениями по применению вакцины против эмфизематозного карбункула ежегодно весной до выгона животных на пастбище.

## Меры борьбы
При появлении болезни хозяйство объявляют неблагополучным, объявляют карантин и применяют различные противоэпизоотические мероприятия:
- выявление источника инфекции и ограничение доступа животных к нему, например, запрет водопоя из инфицированного водоёма;
- сжигание трупов умерших животных;
- изоляция больных животных;
- запрет на употребление мяса и молока от больных животных.

Хозяйство объявляют благополучным и карантин снимают через 14 дней после выздоровления или падежа последнего больного животного и проведения заключительной дезинфекции.